# Ernst Frostin
Ernst Sigvard Frostin, född den 13 september 1907 i Holmby församling, Malmöhus län, död den 10 december 1986 i Lund, var en svensk präst. Han var gift med Greta Frostin och far till Per Frostin.
Frostin, vars far hette Per Andersson, var lantbrukarson. Han avlade studentexamen i Eslöv 1927 och teologie kandidatexamen i Lund 1934. Han prästvigdes samma år och var vice pastor i Högestads, Örtofta och Burlövs församlingar. Han blev komminister i Mellan-Grevie församling 1940, i Trelleborgs församling 1955, kyrkoherde i Västra Ingelstads församling 1958 och senare kontraktsprost. 
Frostin var ordförande i Lunds stifts bildningsförbund från 1964, vice ordförande i Lunds stifts missionsråd, ordförande i Oxie härads hembygdsförening och i Trelleborgs föreläsningsförening. Han tilldelades Lengertz litteraturpris 1978.